# 四磷化三铀
四磷化三铀是一种无机化合物，化学式为U3P4。它可由铀和红磷在高温反应制得，其中，块状的由可以通过氢化后再分解来将其粉末化。它和铜、磷在高温反应，可以得到U4Cu4P7。